# Quercus oblongifolia
Quercus oblongifolia — вид рослин з родини букових (Fagaceae); поширений на півдні США й на півночі Мексики.

## Опис
Росте як вічнозелений кущ або дерево заввишки від п'яти до десяти метрів. Стовбур до 30 см у діаметрі. Кора світло-сіра, глибоко розщеплена на невеликі квадратні пластинки. Молоді гілочки спочатку зірчасто-запушені, стають безволосими, від сірих до червоно-коричневих; старші гілочки шорсткі, стають чорнуватими. Листки від довгастих до еліптичних, іноді ланцетні або овальні, жорсткі, 2,5–7 × 1,5–2,5 см; основа серцеподібна, або тупа, іноді гостра або клиноподібна; верхівка тупа або широко закруглена; край хвилястий, цілий або рідко з якимись зубцями біля верхівки; верх синьо-зелений, незабаром без волосся, за винятком основи середньої жилки; низ блідіший, жовтувато-зелений або сірувато-зелений, з деякими розсіяними зірчастими волосками, зрілі стають голими, за винятком основи середньої жилки; ніжка тонка, часто червонувата й вовниста, 2–6 мм. Тичинкові сережки довжиною 2–4 см, містять понад 10 квіток; маточкові суцвіття 8–15 мм з 1–5 квітками. Жолуді однорічні, поодинокі або парні, сидячі або на короткій ніжці завдовжки 4–12 мм; горіх світло-коричневий, яйцеподібний або довгастий, 12–17(19) × (7)10–12 мм, гладкий або запушений біля верхівки; чашечка чашкоподібна, глибиною 6–8(13) мм × шириною 10–13 мм, охоплює ≈ 1/3 горіха.
Період цвітіння: березень — травень. Період плодоношення: вересень — листопад.

## Поширення й екологія
Країни поширення: Мексика (Сонора, Коауїла, Чихуахуа, Нижня Каліфорнія Сур, Дуранго); США (Техас, Нью-Мексико, Аризона).
Населяє високогірні луки та середньо-гірські рідколісся, пагорби й каньйони; росте на висотах 1300–1800 м.

## Використання
Цей дуб забезпечує їжу та укриття і для худоби, і дикої природи, зокрема чорнохвостих і білохвостих оленів. Цей дуб має важку, міцну деревину, але крихку при висиханні. Тому цей вид використовується в невеликих кількостях для виробництва пального та меблів. Люди також іноді вживають жолуді в їжу.

## Галерея

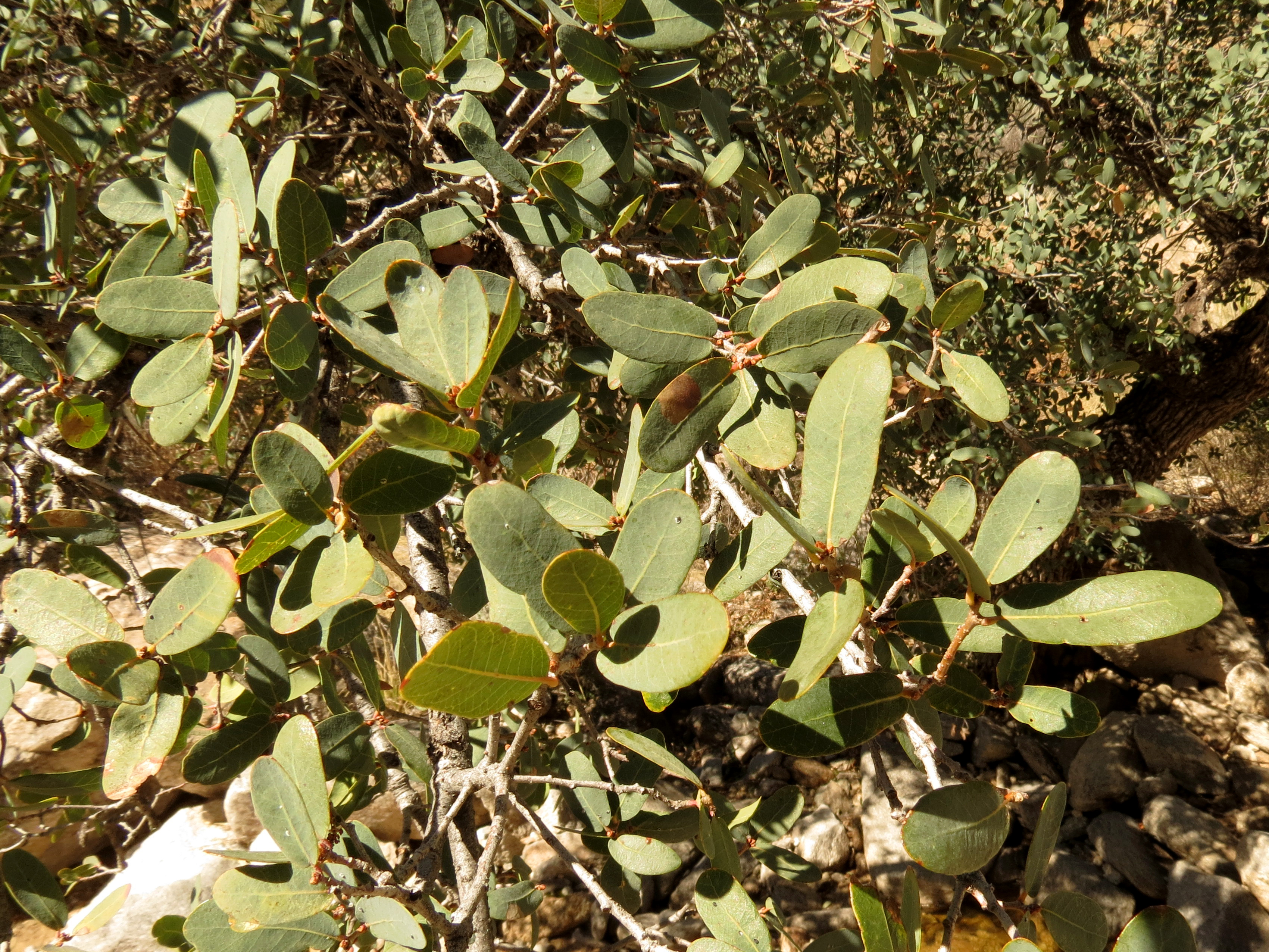
листки
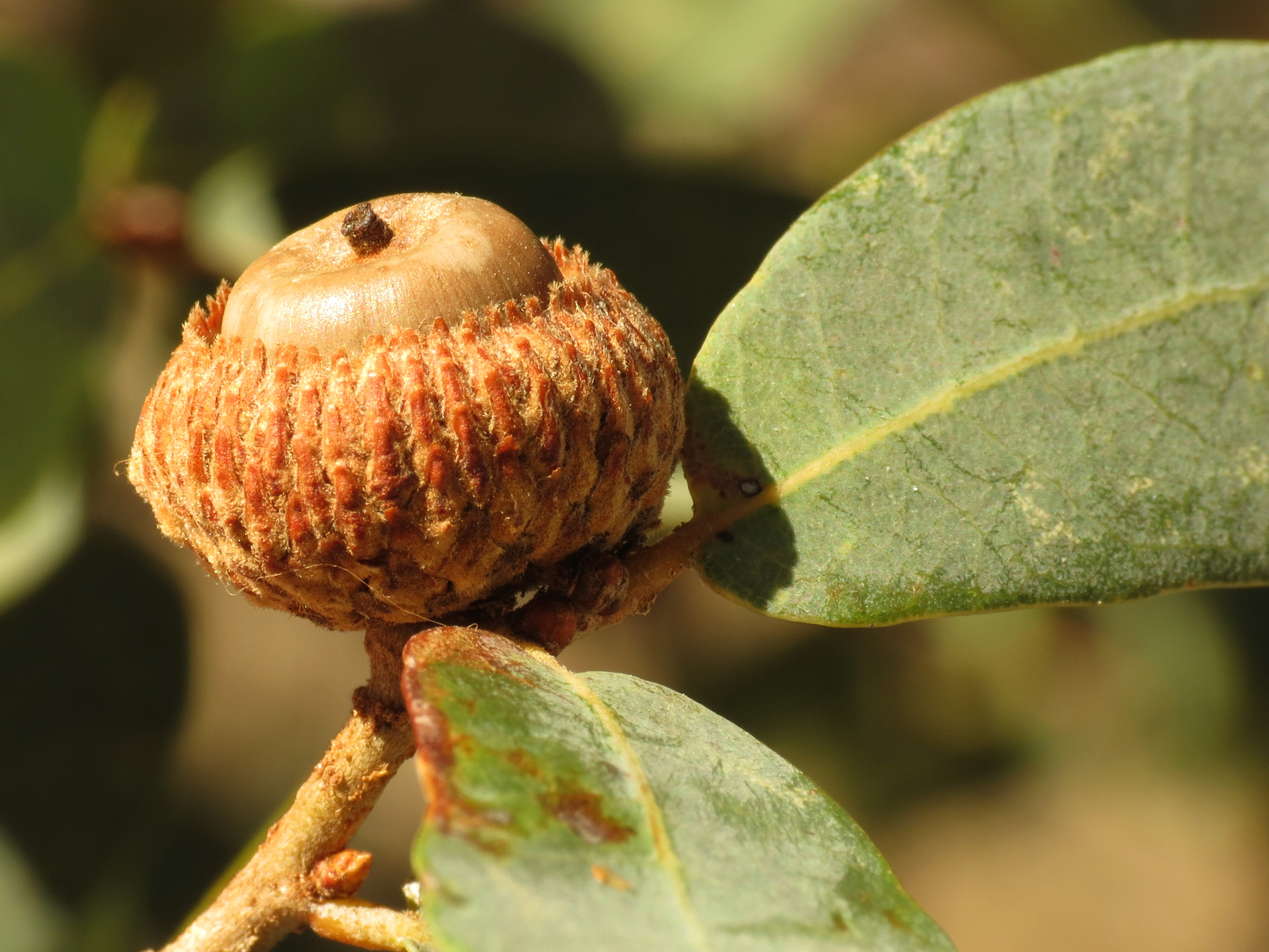
жолудь